# Khương (họ)
Khương là một họ của người ở vùng Văn hóa Đông Á, gồm Trung Quốc (chữ Hán: 姜, Bính âm: Jiang), Triều Tiên (Hangul: 강, phiên âm latinh Kang hoặc Gang) và Việt Nam.
Tại Trung Quốc họ Khương đứng thứ 32 trong danh sách Bách gia tính nhà Tống. Đây là một trong các họ có nguồn gốc cổ nhất ở Trung Quốc, bắt nguồn từ thời Viêm Đế, một trong những người được coi là thủy tổ của dân tộc Trung Hoa.
Trong phương ngữ tiếng Việt, âm đọc "Khương" tại miền Nam có thể đọc thành "Khang".

## Việt Nam